# Torups slott

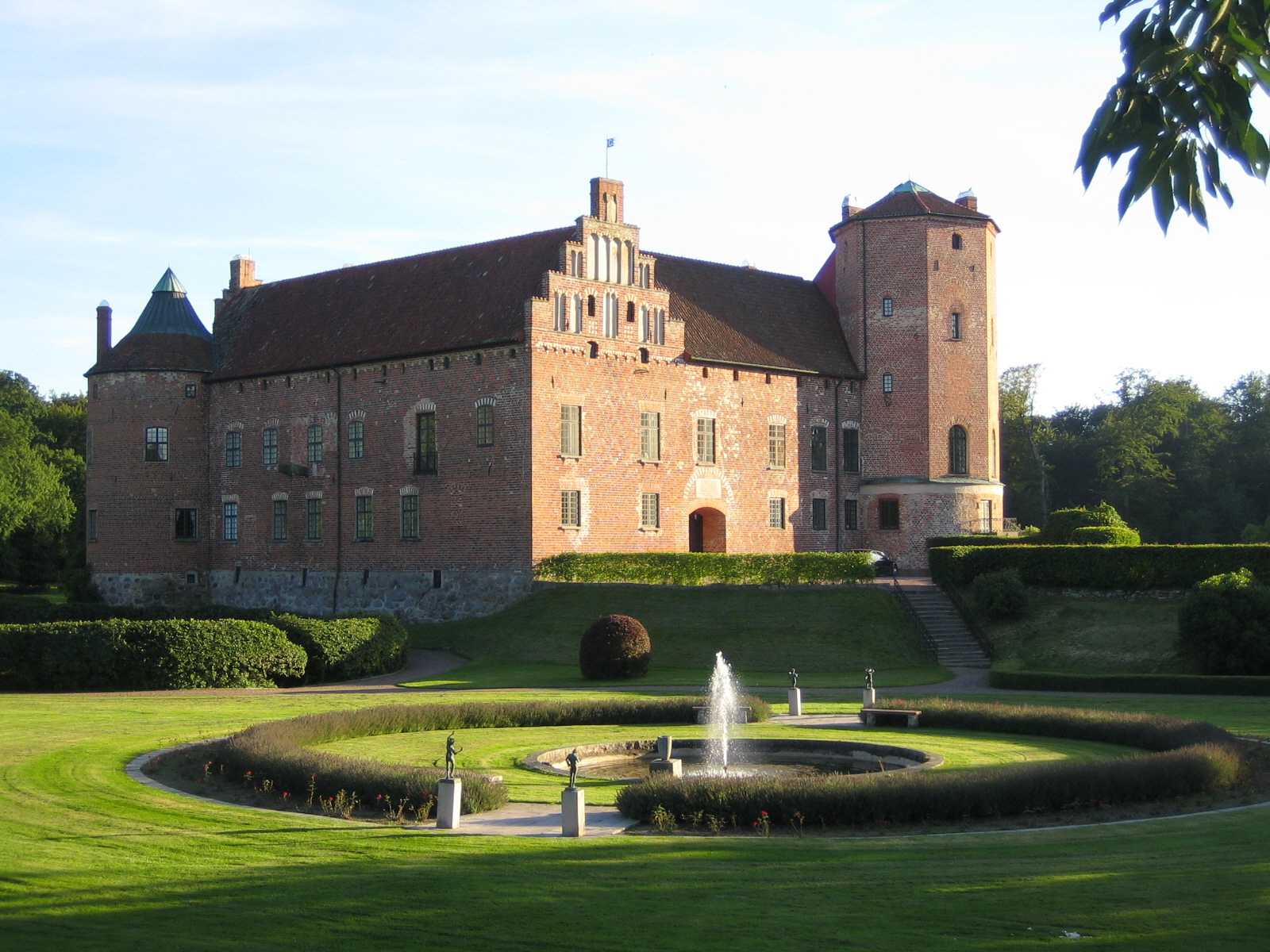
Slottet från norr

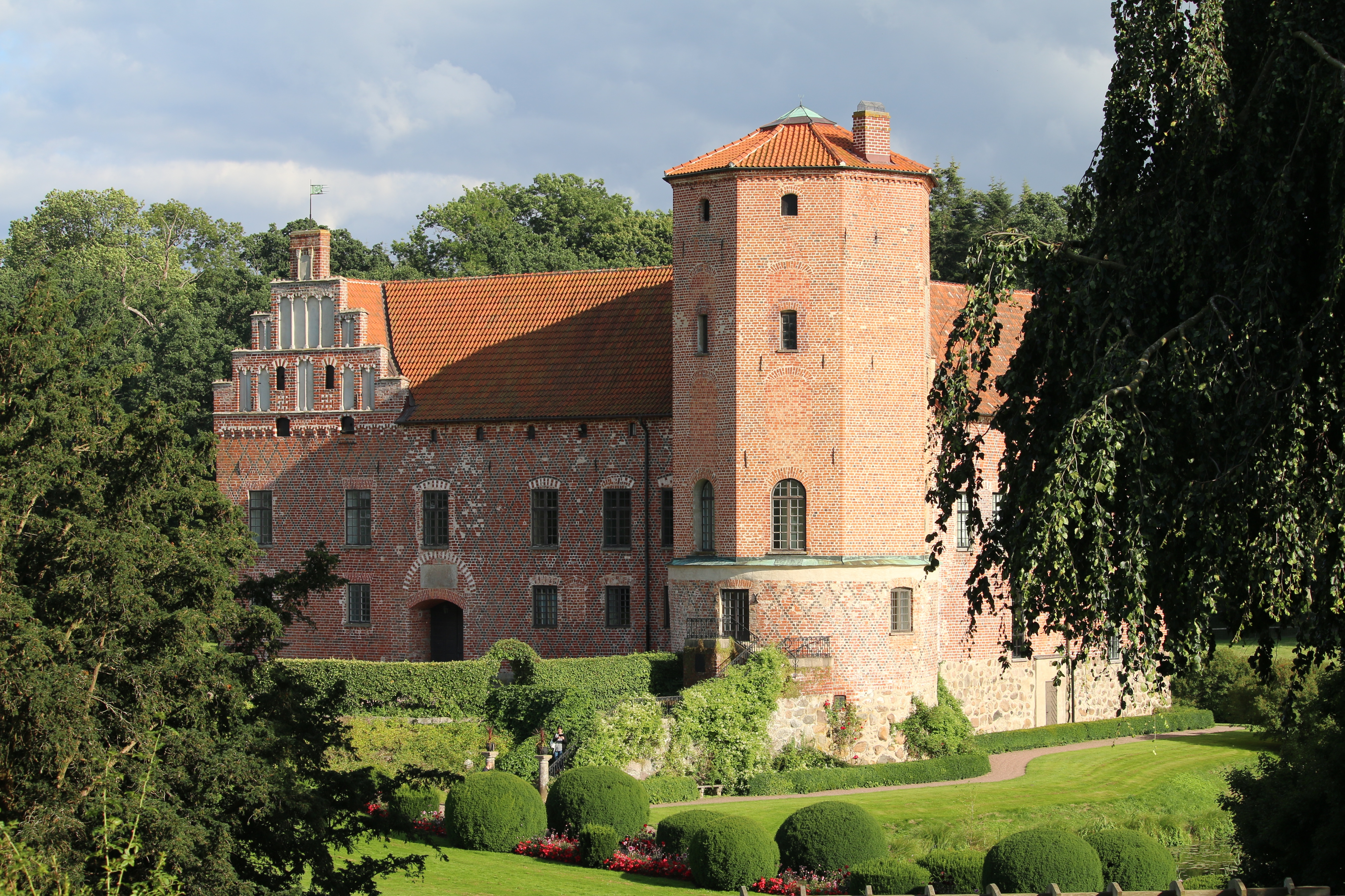
Slottet från väster

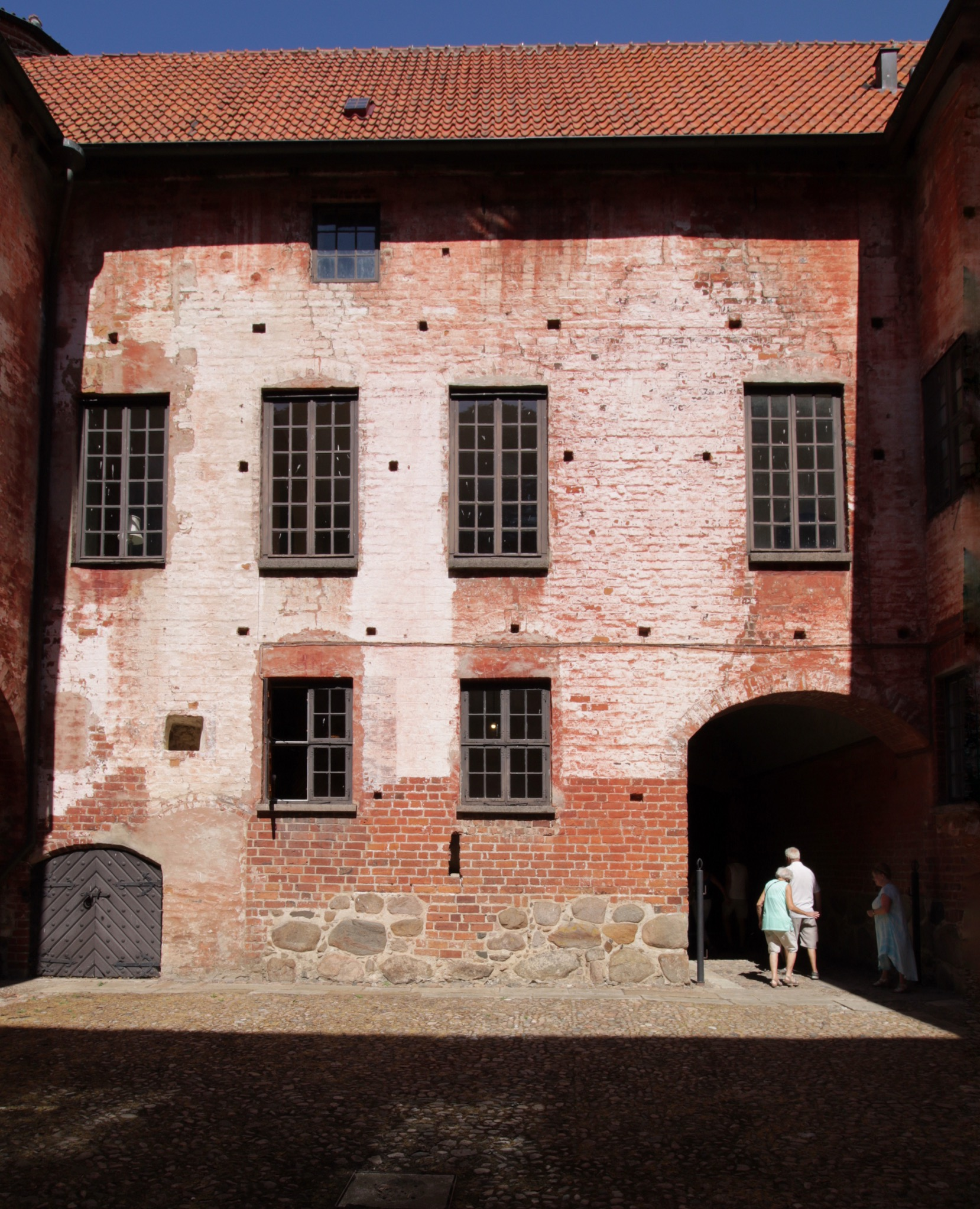
Borggården

Torups slott är ett slott i Bara socken i Svedala kommun i Skåne.
Torup är ett av Skånes bäst bevarade slott från 1500-talet. Slottet är en tre våningar hög tegelbyggnad. Det bildar en fyrkant med ett åttkantigt torn i nordvästra och ett runt i sydöstra hörnet.
Torups rekreationsområde är ett 365 hektar stort bokskogsområde med motionsspår, promenadstigar och ridvägar.

## Historia
Görvel Fadersdotter (Sparre), änka efter Truid Gregersen Ulfstand uppförde den nuvarande slottsbyggnaden, till sin sons ära. Hon gifte sedan om sig med det danska riksrådet Lave Brahe (1500–1567). Så kom Torup så småningom till den danska släkten Grubbe. Under Sivert Grubbes tid besöktes Torup ofta av Kristian IV. Han lät soldater dämma upp den sjö som omgav slottet fram till 1775. År 1647 köpte Corfitz Ulfeldt Torup, som dock indrogs av svenska kronan  1660, men 1735 fick Ulfeldts dotterson Jochum Beck tillbaka det.
Den 21 maj 1775 skedde en tragisk olycka vid Torups slott, då kornetten Fredrich Trolle (Trollenäs gård) tillsammans med sin moster Fredrica Harmens och sina systrar Brita Sophia Trolle och Elisabeth Augusta Trolle i samband med en promenad skulle ge sig ut på en roddtur i slottssjön. Det bar sig inte bättre än att ekan kantrade och alla fyra, ej simkunniga, hamnade i vattnet. Trots snabba insatser och senare återupplivningsförsök gick deras liv inte att rädda. Händelsen fick stor uppmärksamhet i landet.
År 1811 samlade sig en skara om cirka 1 000 drängar vid Torups slott för att protestera mot Karl XIV Johans utskrivning av manskap. Upproret slogs brutalt ned i samband med Klågerupskravallerna.
Senare kom slottet att tillhöra släkten Stjernblad och 1812 hovmarskalk Gustaf Julius Coyet (1775–1862), som återställde det förfallna slottet. Därefter ägdes godset av Gösta Coyet fram till 1924. Vid hustrun Henriettes död 1941 tillföll Torup dottern Amelie, gift med Otto von Leithner. Deras son Ernst Gustav ärvde godset 1956. Efter hans död 1970 såldes Torup till Malmö stad. von Leitners arvingar fortsatte att disponera slottet fram till 2012, även om de enligt avtalet skulle ha kvar dispositionsrätten till 2035.

## Övrigt
Torups slott och friherrinnan Coyet förekommer i Edvard Perssons sång Skånska slott och herresäten.

## Bilder

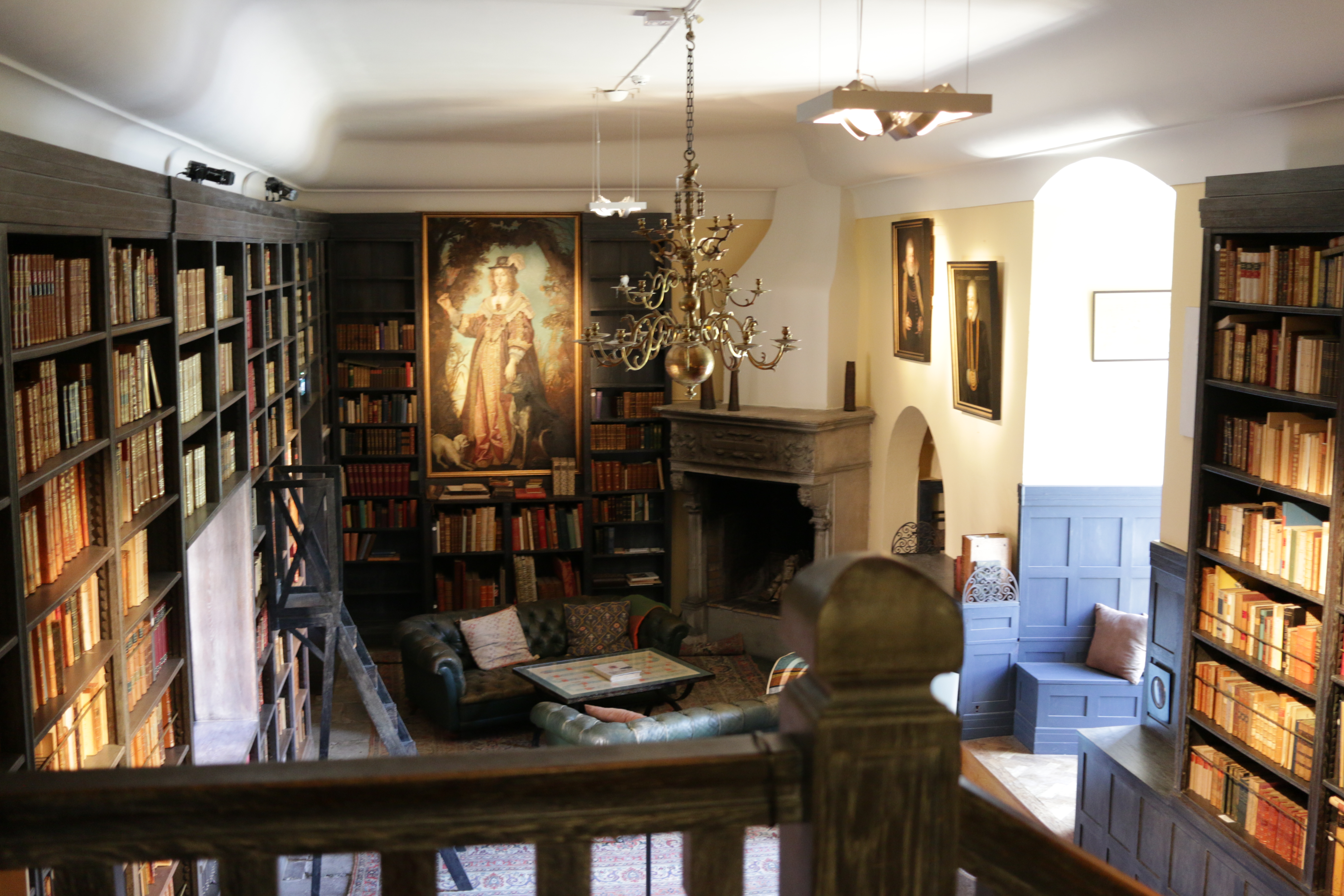
Bibliotek
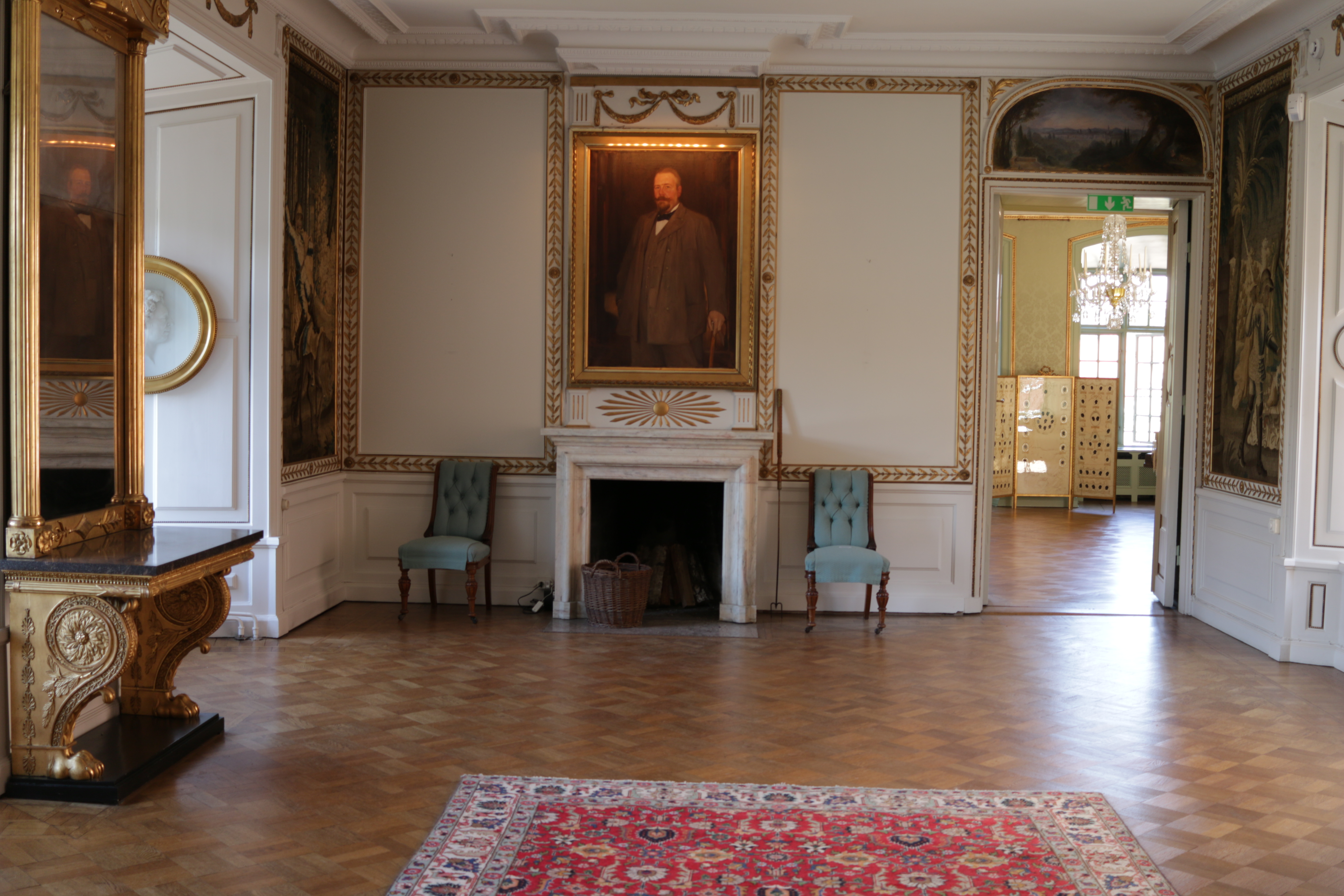
Interiör